# Mackenzie King Island
Mackenzie King Island är en ö i norra Kanada. Största delen av ön ligger i territoriet Northwest Territories, men en liten del öster om 110°V ligger i Nunavut. Arean är 5 048 kvadratkilometer. Ön är namngiven efter den kanadensiske premiärministern William Lyon Mackenzie King.